# Interés (emoción)

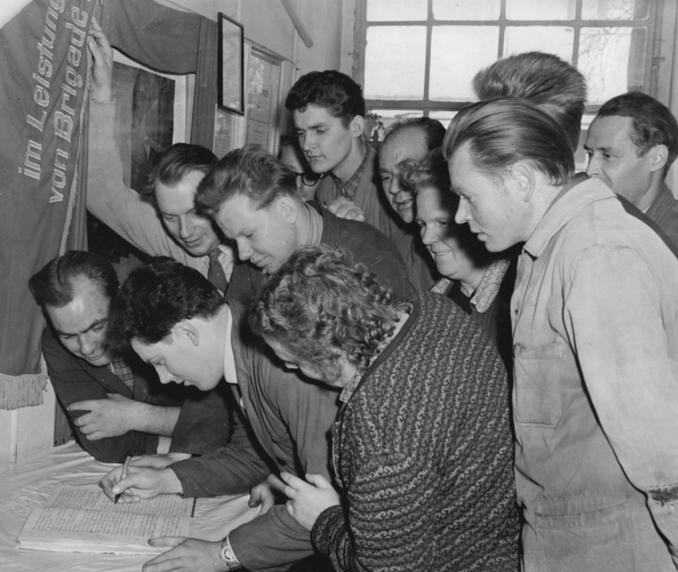

El interés es un sentimiento o emoción que hace que la atención se centre en un objeto, un acontecimiento o un proceso. En la psicología contemporánea de interés, el término se utiliza como un concepto general que puede abarcar otros términos psicológicos más específicos, tales como la curiosidad y, en un grado mucho menor, la sorpresa.
La emoción del interés tiene su propia expresión facial, de los cuales el componente más destacado es tener las pupilas dilatadas.